# Концепция удара по вторым эшелонам

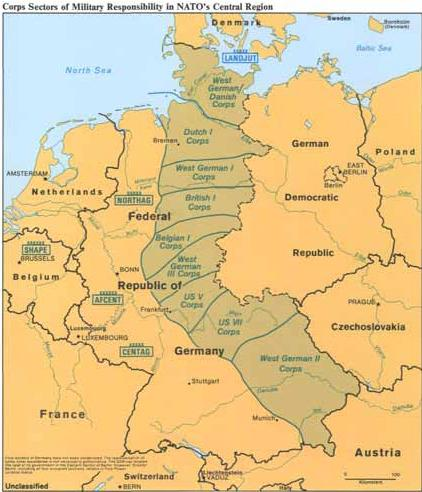
Схема, изображающая план развертывания войск и сил NATO на случай войны в Европе, в 1980-е годы.

Удар по вторым эшелонам, иногда также атака войск второго эшелона, концепция борьбы со вторыми эшелонами или концепция поражения войск второго эшелона (англ. Follow-On Forces Attack или FOFA) — оперативная концепция ведения боевых действий странами блока NATO, возникшая в конце 70-х годов XX века в связи с растущими наступательными способностями войсковых соединений стран Варшавского договора. 
Основой концепции на европейском театре военных действий стала ставка на дальнобойные системы неядерных вооружений, с помощью которых наземные силы стран восточного блока должны были поражаться задолго до их подхода к линии боевого соприкосновения сторон. Несмотря на то что концепция FOFA не предполагала отхода от более общей стратегии гибкого реагирования, в те годы страны NATO обладали очень ограниченными возможностями по её воплощению в жизнь. Вдобавок в некоторых странах она послужила причиной для разногласий и противоречий ввиду значительного увеличения оборонных бюджетов сверх положенного лимита в 3 % от валового национального продукта. Отмечается, что параллельно с отработкой в странах NATO концепции FOFA американская военная теория занималась созданием хорошо совместимой с ней идеи воздушно-наземной операции (англ. AirLand Battle).

## Подоплёка возникновения
Целью разработки новой концепции ведения традиционных боевых действий стало обеспечение адекватного противодействия численно превосходящим силам стран Варшавского блока во время масштабного конфликта в Центральной Европе. В основу концепции легло предположение о том, что передовые линии обороны стран НАТО смогут выдержать первоначальный массированный удар советских армий в критически важном центральном регионе европейского театра военных действий (район где сходятся границы ФРГ, ГДР и Чехословакии), но их сопротивление будет неизбежно преодолено быстро прибывающими на фронт и вступающими в бой эшелонами второй линии наступающих советских войск. По мнению американского военного теоретика генерала Роджерса ключевым фактором в сдерживании масштабного советского наступления на запад должны были бы стать неядерные удары по прибывающим советским войсковым соединениям в широком спектре дальностей и на всю глубину их боевого построения.

## Техническое и организационное воплощение

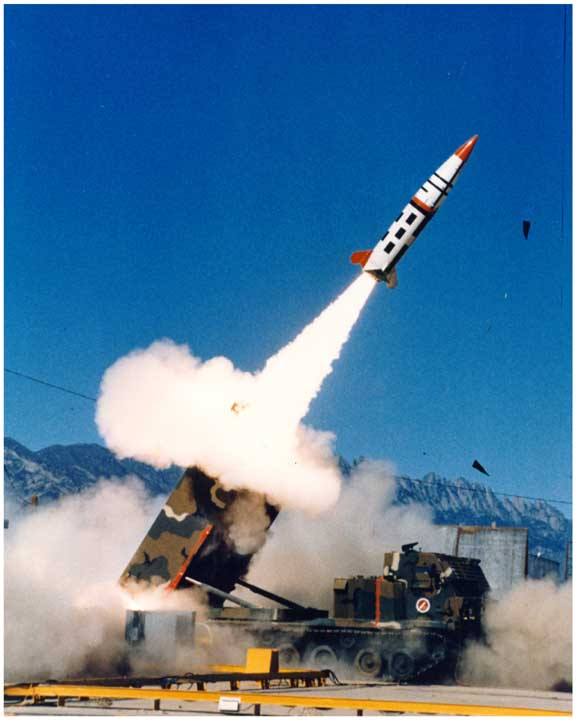
Запуск баллистической ракеты малой дальности ATACMS.

Технологическая часть концепции FOFA рассматривалась прежде всего как способ нейтрализации фундаментальных аспектов советской военной стратегии, которая полагалась на глубокое эшелонирование атакующих порядков и использование высокоподвижных наступательных группировок против гораздо менее подвижной обороны.
Ключевыми и одинаково важными техническими компонентами концепции FOFA стали:
- системы наблюдения, сбора разведывательной информации и выявления целей (например радары ASARS-2 и т. п.),
- системы анализа и обработки разведданных,
- ударные боевые платформы и средства доставки вооружения (например самолёты F-16, F-111, системы залпового огня MLRS и т. п.),
- специальные боеприпасы,
- системы управления, целеуказания, контроля за обстановкой и связи (например LANTIRN[англ.])

## Ожидаемые результаты применения
Предполагалось, что задействование боевых компонент FOFA окажет многостороннее воздействие на боевую эффективность советских ударных группировок.
Одним из главных аспектов должна была стать значительная временная задержка прибытия отмобилизованных подкреплений с территории Советского Союза на линию фронта в глубине Центральной Европы. Эту задержку предполагалось обеспечить уничтожением ключевых объектов транспортной инфраструктуры восточного блока: железнодорожных мостов, перевалочных пунктов и т. п.; ожидалось, что её величина составит около трёх недель (время подхода мобилизованных сил увеличится с 60 до 81 суток).
Вторым определяющим аспектом должно было стать нанесение массированных ударов ракетами ATACMS по подходящим советским силам в дивизионных и полковых районах сосредоточения (30 — 80 км от линии фронта). В отличие от объектов транспортной сети, расположение которых известно, позиции районов сосредоточения требовалось установить в ходе первоначальной фазы конфликта с помощью специальных систем сбора и анализа разведданных (таких как радары авиационного базирования JSTARS). Несмотря на то, что успешность таких ударов зависела от большого количества разнообразных факторов, по оценкам западных специалистов, в результате их воздействия боевые возможности каждой советской дивизии должны были снизиться в среднем примерно на 20 %.

## Финансовая сторона
По оценкам бюджетного отдела конгресса США для того, чтобы полностью парализовать ключевые линии дорожной сети стран ОВД в Восточной Европе на срок в 60 дней, потребовалось бы около 4000 крылатых ракет и существенная модернизация 20 стратегических бомбардировщиков B-52, что в результате составило бы первоначальную стоимость системы FOFA в 33,3 млрд долларов США. Её эксплуатация до 2008 года добавила бы к этой сумме ещё 16,4 млрд долларов, что в итоге дает полную стоимость 49,7 млрд долларов.